# Coupe du monde de marche 1997
Navigation
Pékin 1995 Mézidon-Canon 1999
La 18e édition de la Coupe du monde de marche s'est déroulée les 19 et 20 avril 1997 dans les rues de Poděbrady, en République tchèque.

## Tableau des médailles
| Rang | Nation      | Or | Argent | Bronze | Total |
| ---- | ----------- | -- | ------ | ------ | ----- |
| 1    | Russie      | 5  | 2      | 1      | 8     |
| 2    | Espagne     | 1  | 0      | 1      | 2     |
| 3    | Équateur    | 1  | 0      | 0      | 1     |
| 4    | Mexique     | 0  | 2      | 1      | 3     |
| 5    | Biélorussie | 0  | 1      | 1      | 2     |
| 6=   | Italie      | 0  | 1      | 0      | 1     |
| 6=   | Slovaquie   | 0  | 1      | 0      | 1     |
| 8    | Chine       | 0  | 0      | 2      | 2     |
| 9    | Finlande    | 0  | 0      | 1      | 1     |
|      | Total       | 7  | 7      | 7      | 21    |

## Podiums

### Hommes
| Épreuve                             | Or                                         | Argent                                | Bronze                                    |
| ----------------------------------- | ------------------------------------------ | ------------------------------------- | ----------------------------------------- |
| 20 km                               | Jefferson Pérez Équateur 1 h 18 min 24 s   | Daniel García Mexique 1 h 18 min 27 s | Ilya Markov Russie 1 h 18 min 30 s        |
| 20 km par équipes                   | Russie 431 pts                             | Biélorussie 413 pts                   | Mexique 403 pts                           |
| 50 km                               | Jesús Ángel García Espagne 3 h 39 min 54 s | Oleg Ishutkin Russie 3 h 40 min 12 s  | Valentin Kononen Finlande 3 h 41 min 09 s |
| 50 km par équipes                   | Russie 434 pts                             | Slovaquie 415 pts                     | Espagne 407 pts                           |
| Lugano Trophy - Combiné par équipes | Russie 865 pts                             | Mexique 803 pts                       | Biélorussie 802 pts                       |

### Femmes
| Épreuve                          | Or                                | Argent                               | Bronze                   |
| -------------------------------- | --------------------------------- | ------------------------------------ | ------------------------ |
| 10 km                            | Irina Stankina Russie 41 min 52 s | Olimpiada Ivanova Russie 41 min 59 s | Gu Yan Chine 42 min 15 s |
| Eschborn Cup - 10 km par équipes | Russie 440 pts                    | Italie 435 pts                       | Chine 425 pts            |